# منتخب أستراليا لهوكي الحقل للسيدات
منتخب أستراليا الوطني لهوكي الحقل للسيدات هو ممثل أستراليا الرسمي في المنافسات الدولية في هوكي الحقل في فئة رياضة نسوية.